# Палата судових встановлень (Новочеркаськ)
Палата судових встановлень (рос. Палата судебных установлений) — будівля в місті Новочеркаську Ростовської області, Росія. Побудована в 1909 році за проєктом архітектора Олексія Миколайовича Бекетова. Розташована на Платовському проспекті, 72.

## Історія

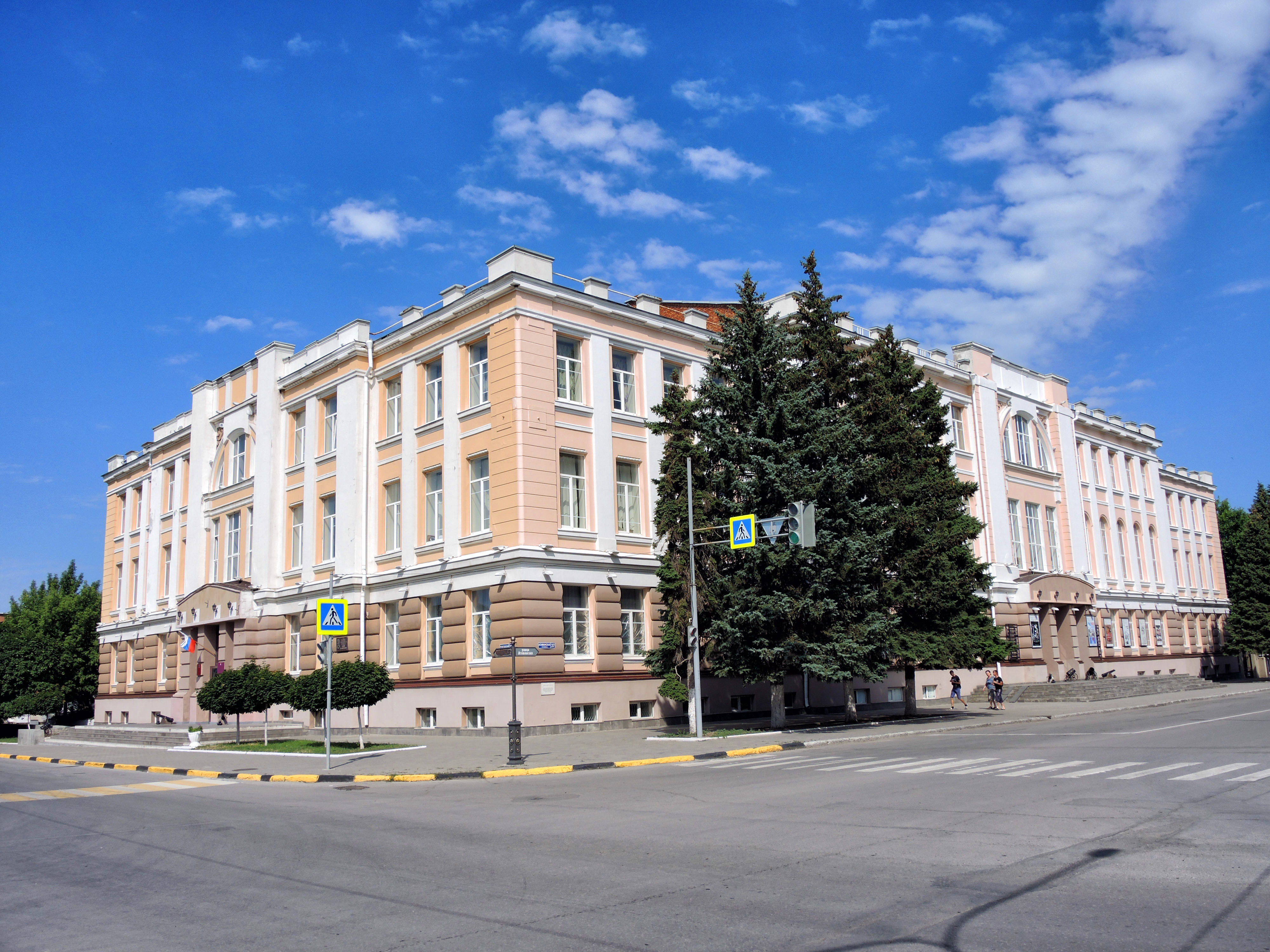
Сучасний вигляд будівлі

Будівля, побудована в 1909 році для Палати судових встановлень, знаходиться в місті Новочеркаську на Платовскому проспекті, 72. Будівля побудована в стилі модерн за проєктом українського архітектора, художника-пейзажиста, академіка архітектури, професора Санкт-Петербурзької Імператорської Академії мистецтв Олексія Миколайовича Бекетова. О. М. Бекетов збудував у Харкові близько 40 будівель, а також працював у Криму (Сімферополь, Алушта), Києві, Ростові-на-Дону, Катеринославі, Лубнах, Новочеркаську, Бєлгороді, Баку та ін..
Будівля Палати судових встановлень будувалося за два роки. Ці роки (1907—1909) були написані на верхній частині фасаду будівлі. Споруда являє собою цегляну будівлю в три з половиною поверхи. Будівля потинькована, двоколірного, сіро-коричневого забарвлення. Перший поверх і його кути рустовані. Будівлю увінчує карниз з довгими зубцями. На фасаді був напис «Обласний суд», збитий в 1960-х роках. Будинок мав два головні фасади, їх парадні двері розташовувалися під великими півциркульними вікнами, облямованими ліпним декором з листя і квітів. В будівлі спочатку розміщувався Окружний суд і Судова палата. В його напівпідвалах знаходилися службові квартири доглядача і кур'єрів. Нині там працюють дитячі гуртки Будинку культури.
Після жовтневого перевороту в будівлі працював Палац праці, потім — Будинок Червоної армії і Клуб студентів. У цьому клубі у 1927 році виступав поет Володимир Маяковський.
Під час Німецько-радянської війни, в 1943 році, в будівлі сталася пожежа, після якого воно стояло без ремонту до початку 60-х років ХХ століття. В процесі ремонту у 1960-х роках було зроблено перепланування для розміщення театру і будинку культури. На фасадах були зроблені два ґанки.
Ремонтно-відновлювальні роботи проводилися в будівлі й у 2001—2002 роках. В ході робіт парадних входів повернули первісний вигляд. Зараз будівлю займає Донський театр драми й комедії імені В. Ф. Коміссаржевської, Міський будинок культури, Правління Новочеркаського козачого округу і Приймальня військового отамана.